# Burlesque (Kaprálová)
Pour les articles homonymes, voir Burlesque (homonymie).
La Burlesque (en tchèque : Burleska) est une partie de l'opus 3 pour violon et piano de la compositrice tchèque Vítězslava Kaprálová écrite en 1932.

## Contexte et création
C'est au printemps 1932 que Vítězslava Kaprálová compose sa Burlesque pour violon et piano. Après composition, le manuscrit a été envoyé au musicographe Otakar Šourek qui a pensé qu'il s'agissait d'une œuvre de la mère de la compositrice. La compositrice reçoit le 20 février 1933 la confirmation par l'éditeur Oldřich PazdÍrek de la publication de la pièce. La pièce est créée le 9 mai 1933 par Jan Lorenc au violon et František Jílek au piano. L'œuvre est jugée « riche et inventive » par le critique des Moravské noviny. Le 11 mai 1933, d'autres journaux se font l'écho de ce concert, notamment les Národní noviny. Le professeur de la compositrice et critique Gracian Černušák considère la Burlesque comme étant digne de figurer au répertoire des solistes du violon. Le 16 mai, c'est le České slovo qui souligne la solidité de construction de l'œuvre.

## Analyse
L'œuvre est de forme tripartite A-B-A' avec coda. La première partie est un allegro giocoso en si majeur aux faux airs de polka, suivi par un meno mosso en mi.